# Hannah Montana: The Movie (soundtrack)
Hannah Montana: The Movie är soundracket till filmen med samma namn, albumet släpptes 24 mars i USA. På skivan spels låtar av Miley Cyrus, både som Cyrus och Hannah Montana, Billy Ray Cyrus, Rascal Flatts, och Taylor Swift. 
Låten "Butterfly Fly Away", som sjungs av Miley Cyrus och Billy Ray Cyrus, och "Back to Tennessee", också av Billy Ray Cyrus förekommer på hans nya album, Back to Tennessee. 
Den första singeln som släpptes var Miley Cyrus låt "The Climb". Den andra var "Hoedown Throwdown" (också av Miley Cyrus), den släpptes 10 mars i USA.

## Låtlista

### Standard Utgåva
| Nr | Titel                                     | Artist(er)                      | Spelningstid |
| -- | ----------------------------------------- | ------------------------------- | ------------ |
| 1  | "You'll Always Find Your Way Back Home"   | Hannah Montana                  | 3:45         |
| 2  | "Let's Get Crazy"                         | Hannah Montana                  | 2:37         |
| 3  | "The Good Life"                           | Hannah Montana                  | 2:59         |
| 4  | "Everything I Want"                       | Steve Rushton                   | 3:53         |
| 5  | "Don't Walk Away"                         | Miley Cyrus                     | 2:48         |
| 6  | "Hoedown Throwdown"                       | Miley Cyrus                     | 3:02         |
| 7  | "Dream"                                   | Miley Cyrus                     | 3:23         |
| 8  | "The Climb"                               | Miley Cyrus                     | 3:57         |
| 9  | "Butterfly Fly Away"                      | Miley Cyrus och Billy Ray Cyrus | 3:10         |
| 10 | "Backwards" (Acoustic)                    | Rascal Flatts                   | 3:25         |
| 11 | "Back to Tennessee"                       | Billy Ray Cyrus                 | 4:17         |
| 12 | "Crazier"                                 | Taylor Swift                    | 3:13         |
| 13 | "Bless the Broken Road" (Acoustic)        | Rascal Flatts                   | 3:55         |
| 14 | "Let's Do This"                           | Hannah Montana                  | 3:32         |
| 15 | "Spotlight"                               | Hannah Montana                  | 3:07         |
| 16 | "Game Over"                               | Steve Rushton                   | 3:53         |
| 17 | "What's Not To Like"                      | Hannah Montana                  | 3:14         |
| 18 | "The Best of Both Worlds: 2009 Movie Mix" | Hannah Montana                  | 3:07         |

## Trivia
- Vitamin C var med och skrev låten "Let's Get Crazy"
- "Let's Do This" var ursprungligen inspelad av country sångaren-låtskrivaren Adam Tefteller och senare ominspelad av Miley Cyrus som Hannah Montana för "Hannah Montana: The Movie (soundtrack)"
- "Crazier" av Taylor Swift skulle varit med på hennes andra album, Fearless. Men fick inte plats.
- "Don't Walk Away" av Miley Cyrus skulle varit med på hennes andra album, Breakout (musikalbum).